# Missões diplomáticas de Luxemburgo

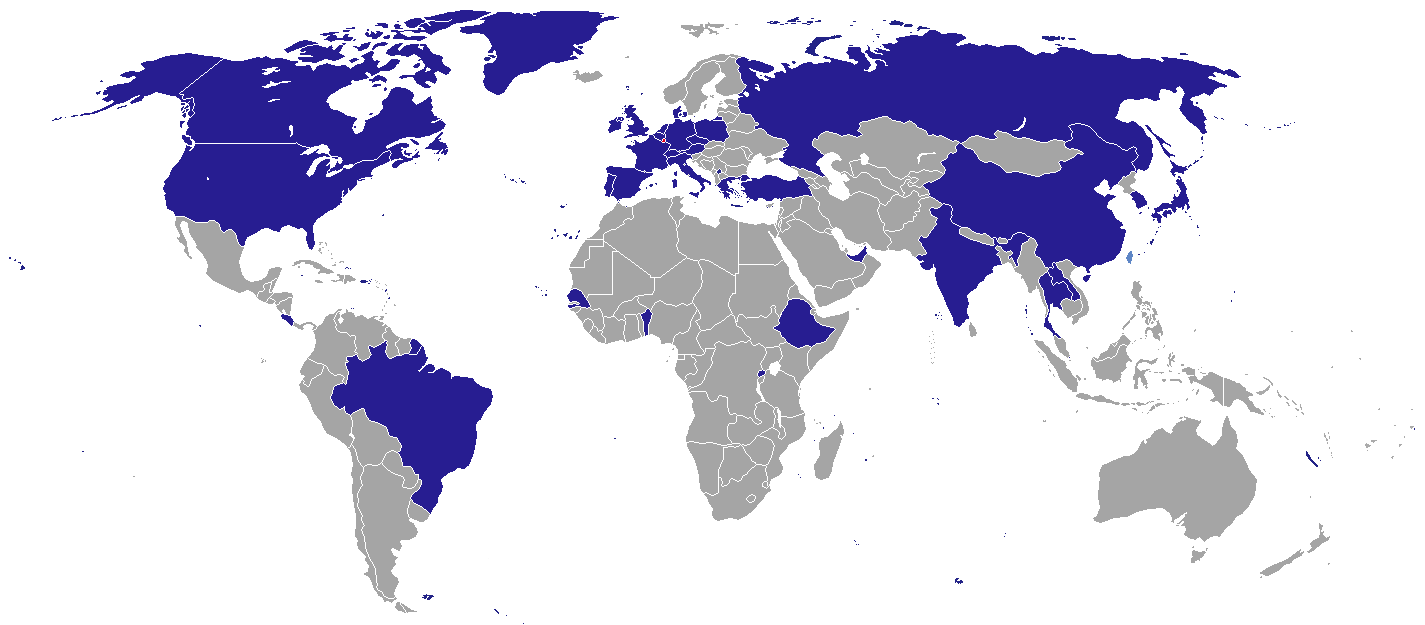
Países com embaixadas de Luxemburgo.

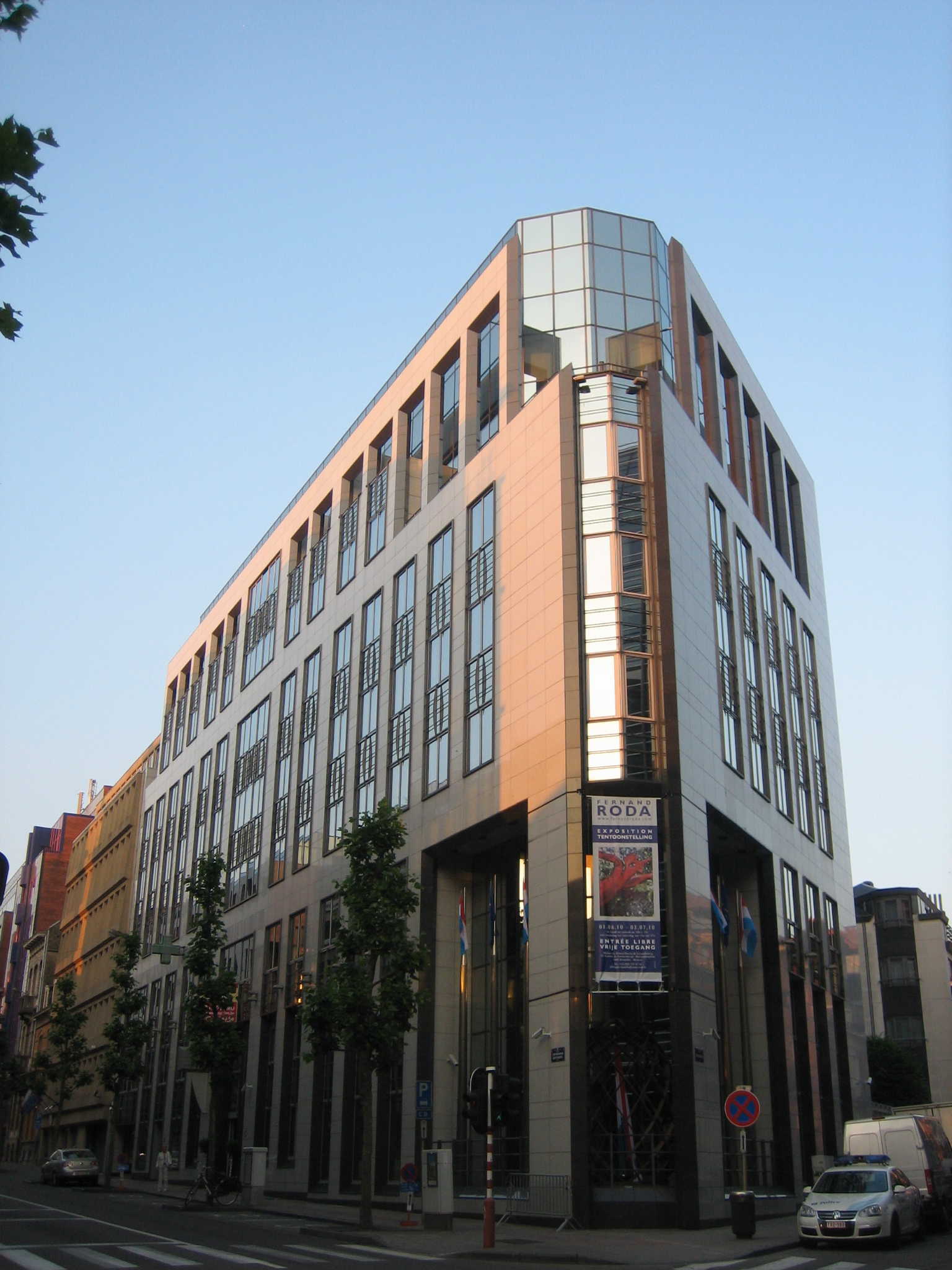
Embaixada de Luxemburgo em Bruxelas.

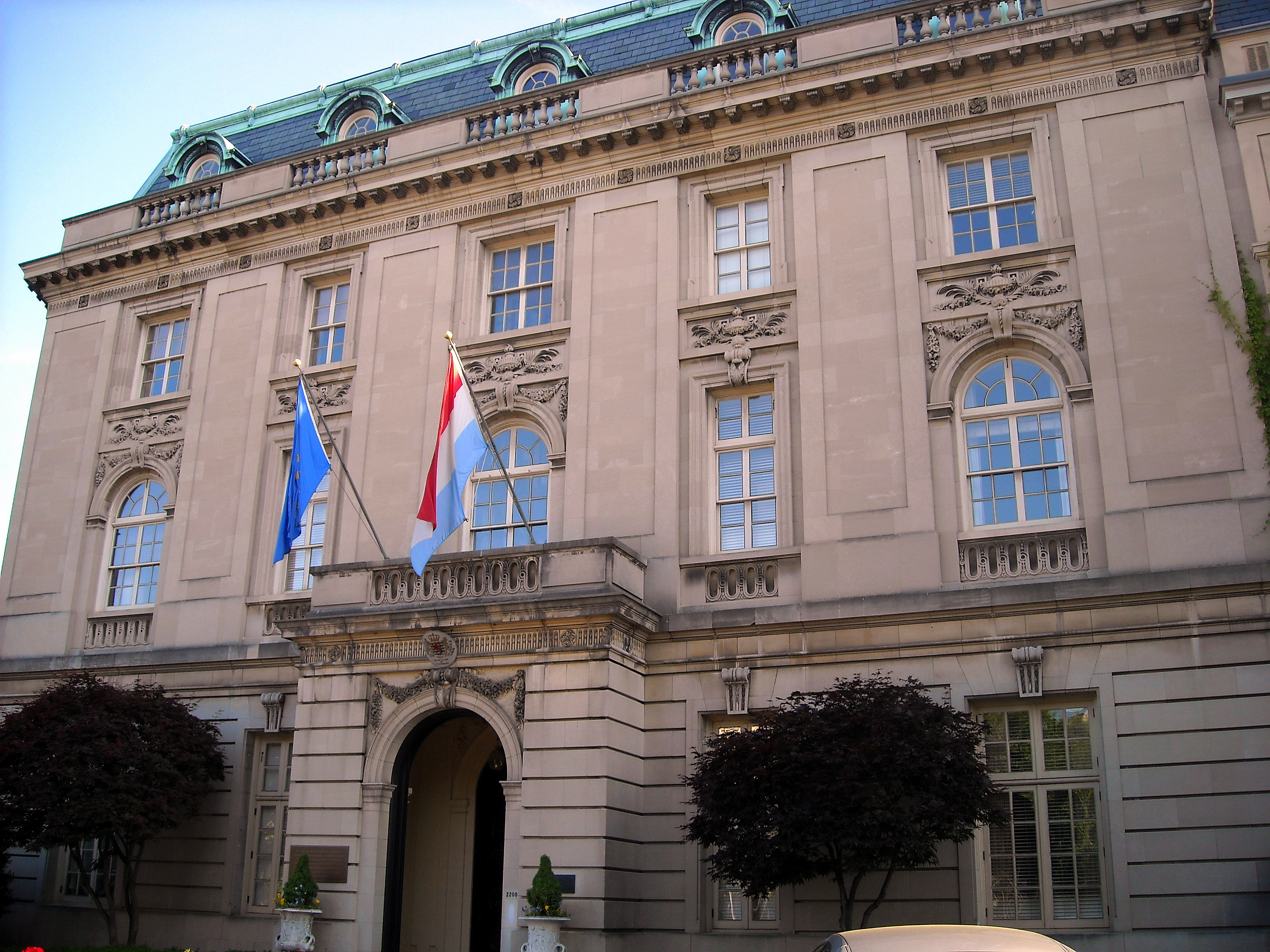
Embaixada de Luxemburgo em Washington, D.C.

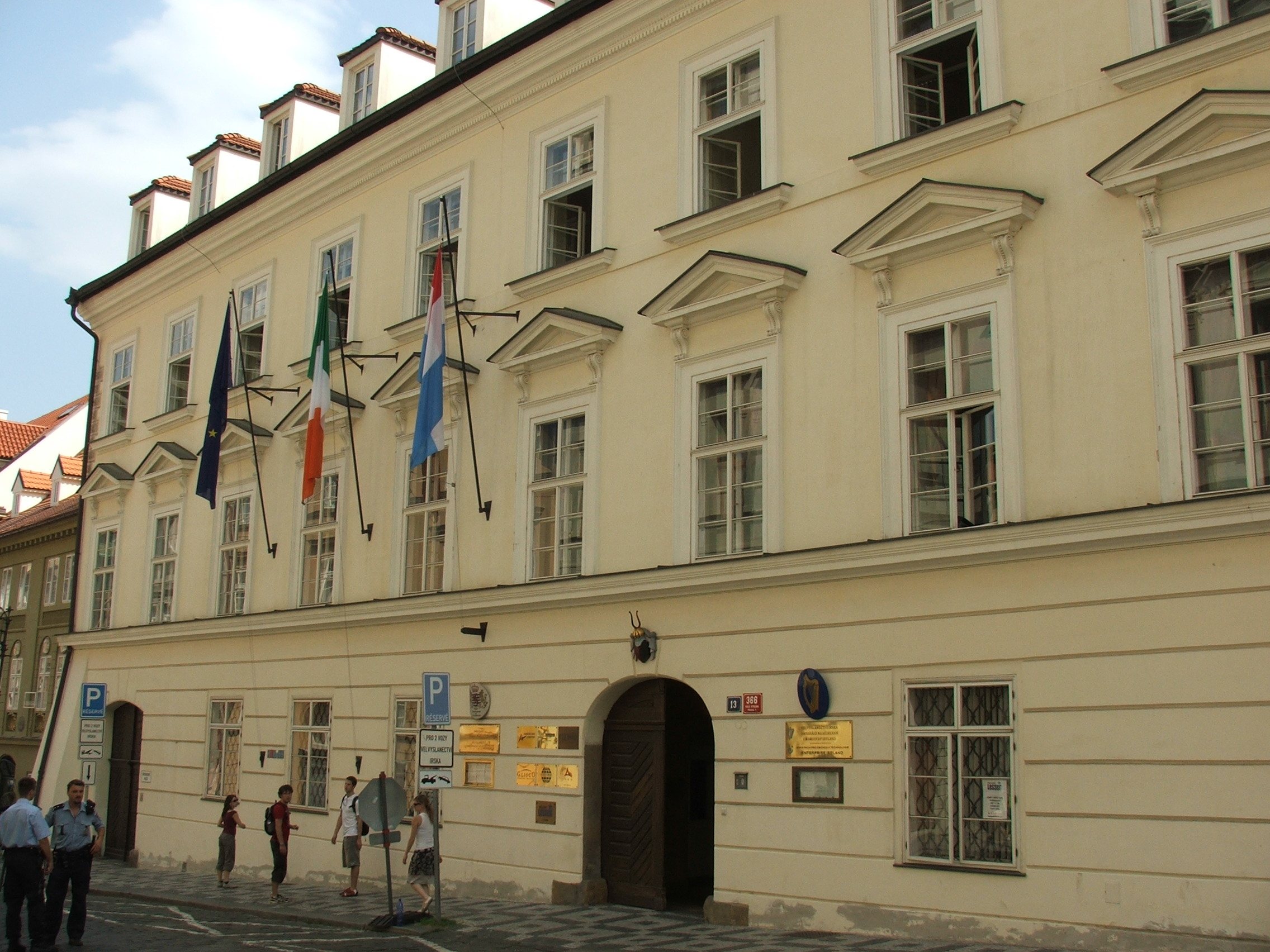
Embaixada de Luxemburgo em Praga.

Abaixo se encontram as embaixadas e consulados de Luxemburgo:

## Europa
- Alemanha
  - Berlim (Embaixada)
- Áustria
  - Viena (Embaixada)
- Bélgica
  - Bruxelas (Embaixada)
- Dinamarca
  - Copenhague (Embaixada)
- Espanha
  - Madrid (Embaixada)
- França
  - Paris (Embaixada)
  - Estrasburgo (Consulado-Geral)
- Grécia
  - Atenas (Embaixada)
- Itália
  - Roma (Embaixada)
- Países Baixos
  - Haia (Embaixada)
- Polónia
  - Varsóvia (Embaixada)
- Portugal
  - Lisboa (Embaixada)
- Reino Unido
  - Londres (Embaixada)
- Chéquia
  - Praga (Embaixada)
- Rússia
  - Moscou (Embaixada)
- Santa Sé
  - Cidade do Vaticano (Embaixada)
- Suíça 
  - Berna (Embaixada)
  - Genebra (Consulado-Geral)

## América
- Brasil (Embaixada)
  - Brasília (Embaixada)
  - Belo Horizonte (Consulado Honorário)
  - Curitiba (Consulado Honorário)
  - Fortaleza (Consulado Honorário)
  - Palhoça (Consulado Honorário)
  - Porto Alegre (Consulado Honorário)
  - Porto Seguro (Consulado Honorário)
  - Recife (Consulado Honorário)
  - Rio de Janeiro (Consulado Honorário)
  - São Paulo (Consulado-Geral)
- Estados Unidos
  - Washington, D.C. (Embaixada)
  - Nova Iorque (Consulado-Geral)
  - São Francisco (Consulado-Geral)
- Nicarágua
  - Manágua (Embaixada)

## África
- Cabo Verde
  - Praia (Escritório de Cooperação)

## Ásia
- China
  - Pequim (Embaixada)
  - Xangai (Consulado-Geral)
- Índia
  - Nova Deli (Embaixada)
- Japão
  - Tóquio (Embaixada)
- Tailândia
  - Bangkok (Embaixada)

## Organizações Multilaterais
- - Bruxelas (Missão Permanente do país ante a União Europeia e OTAN)
  - Estrasburgo (Missão Permanente do país ante o Conselho da Europa)
  - Genebra (Missão Permanente do país ante as Nações Unidas e outras organizações internacionais)
  - Nova Iorque (Missão Permanente do país ante as Nações Unidas)
  - Paris (Missão Permanente do país ante a OCDE e Unesco)
  - Roma (Missão Permanente do país ante a Organização das Nações Unidas para a Alimentação e a Agricultura)
  - Viena (Missão Permanente do país ante as Nações Unidas)